# 대한민국 국방부
국방부(國防部, 영어: Ministry of National Defense, MND)는 국방에 관련된 군정 및 군령과 그 밖에 군사에 관한 사무를 관장하는 대한민국의 중앙행정기관이다. 장관은 국무위원으로, 차관은 정무직공무원으로 보한다. 일간지인 《국방일보》를 발행하고 있다. 1945년 9월 2일 한반도 남쪽에 미군 주둔 후 미군정의 군무부와 그 후신으로 생긴 통위부가 조직의 기원이다. 1946년부터 국군의 전신인 남조선국방경비대가 조직되고 대한민국 정부 수립 후 미 군정 통위부로부터 군사 지휘권을 승계받았다.

## 소관 사무
- 국방에 관련된 군정 및 군령에 관한 사무
- 그 밖에 군사에 관한 사무

## 규모와 예산
2023년 기준으로 대한민국 국군의 병력은 50만 명 규모로, 육군은 6개 군단과 34개 사단(기계화/기동사단 3개, 공중강습사단 1개, 그 외 상비사단 13개, 지역방위사단(옛 향토사단) 12개, 동원사단 5개)을 보유하고 있다. 해군은 3개 함대를 보유하고 있으며 해병대에는 2개 사단과 2개 독립여단이 있다. 공군은 13개 비행단(전투비행단 9개, 훈련·공중기동·특수임무·정찰비행단 각 1개)을 보유하고 있다.
2000년대 이후 대한민국에서 지속되어 온 출산율 저하의 여파로 2010년대 후반부터 병역 자원의 감소가 가속화됨에 따라 대한민국 국군 역시 불가피하게 병력 규모가 지속적으로 감축되고 있다. 이로 인한 일선 부대의 해체도 연달아 이어지고 있으며, 2018년 이후로 육군에서 2개의 군단과 6개의 사단이 해체되었다. 기존의 육군 최상위 작전술 제대였던 2개의 야전군(제1야전군, 제3야전군) 역시 해체되고 둘을 통폐합하여 지상작전사령부가 창설되었다. 향후 제28보병사단 역시 2025년까지 해체될 예정이고, 2024년 1월부터 3개 전방사단 신병교육대에서 신병 입영이 중단되어 신병교육대 임무가 해제되며, 나아가 2041년까지 모든 사단 신병교육대를 해체하기로 하는 등 병역 자원 감소에 따른 부대 해체는 앞으로도 지속될 전망이다.
2023년 기준 대한민국 국군의 국방비는 57조 143억 원으로 GDP 대비 2.54%, 정부재정 대비 12.8%이다.

### 부대별 운영비용[6]
- 평균 경상운영비에는 인건비, 급식 및 피복, 국방정보화, 장병 보건 및 복지 향상, 군수지원 및 협력, 교육훈련, 군사시설운영, 예비전력관리, 기타 행정경비 등이 포함되어 있다.
- 육군과 해병대의 경상운영비를 부대 소속 인원수로 나누어 보면 해병대의 장병 1인당 경상운영비가 더 높으나, 이러한 산출법으로 장병 1인당 경상운영비를 나타낼 수는 없다. 다만 해병대 병력 1명의 양성 비용이 육군 병력 1명의 양성 비용보다 더 많으며, 그에 따른 종합적인 교육훈련비에서 차이가 나는 것이다.
- 2009년 기준 육군 기계화보병사단 평균 경상운영비 : 1,606억 원
- 2009년 기준 육군 기타 상비사단 평균 경상운영비 : 1,424억 원
- 2009년 기준 육군 향토사단 평균 경상운영비 : 1,874억 원
- 2009년 기준 육군 동원사단 평균 경상운영비 : 277억 원
- 2009년 기준 해병대 사단 평균 경상운영비 : 893억 원

### 주한미군 방위비 분담금
주한 미군 방위비 분담금은 2014년에는 9,200억 원으로 책정되었다. 2011년 기준 8,125억 원 이었다. 역대 방위비 분담금은 2004년에는 6,601억 원, 2005년과 2006년에는 6,804억 원, 2007년 7,255억 원, 2008년 7,415억 원, 2009년 7,600억 원, 2010년 7,904억 원이었다. 2005년부터 국방부 참여하에 외교부가 주관하고 있다. 방위비 분담금은 2004년까지 달러와 원화를 함께 지불하다가 2005년 이후 전액 원화로 지불하여 환율 변동의 영향 없이 안정적인 예산 운용이 가능하게 되었다. 매년 대한민국의 분담 비율이 증가되고 있다.
한미 양국은 2008년 12월 2009년 이후 방위비 분담금 결정에 적용할 새로운 협정에 합의하였고, 이 협정은 2009년 3월 국회 비준 동의를 받아 발효되었다. 2009년부터 2013년까지 5년을 유효기간으로 하는 이 협정은 연도별 방위비 분담금을 전전년도 소비자 물가지수를 반영하여 인상하되 최대 4%를 넘지 않기로 하였다. 이에 따라 2009년 7,600억 원(2007년 물가 상승률 2.5% 적용), 2010년 7,904억 원(2008년 물가 상승률이 4.7%이나 상한선인 4% 적용)을 부담하게 되었다. 2000년도 기준 18억 9,500만 달러로 42%이다. 독일의 경우 57억 6,700만 달러(21%), 일본의 경우 63억 3,200만 달러(79%)이다.
방위비 분담금 지원 항목(2010년 기준)은 주한미군이 고용한 한국인 고용원에 대한 인건비, 주한미군용 시설 건설, 주한미군 탄약저장, 항공기 정비 등 용역 및 물자지원을 포함하고 있다. Cato Institute의 Doug Bandow의 보고서에 따르면 미국정부가 주한미군에 쓰는 비용은 일년마다 약 150억 달러라고 한다(1998년 기준). 150억 달러는 1998년 환율기준으로 약 21조원이다. 그와 비교해 대한민국 국방부의 1998년 국방예산은 약 14조 원이었다.

## 연혁
- 1948년 7월 17일: 국방부를 설치.[13]
- 1948년 9월 5일: 남조선경비대 및 해안경비대를 편입하여 대한민국 육군 및 대한민국 해군으로 개칭.
- 1948년 12월 15일: 육군총사령부 및 해군총사령부를 육군본부 및 해군본부로 개칭.
- 1949년 10월 1일: 대한민국 공군 창설.
- 1950년 7월 16일: 대한민국 국군 작전지휘권을 유엔군 총사령관에 위임.
- 1970년 8월 3일: 일부 소관사무를 병무청으로 이관하여 분리.[14]
- 2006년 1월 1일: 방위사업 계획·예산·집행·평가 및 중앙조달군수품의 계약에 관한 사무를 방위사업청에 이관하여 분리.[15]

### 창설 초기
국방부의 유래는 1945년 9월 2일 미군이 한반도에 주둔한 후 조직된 미군정의 군무부에서 유래한다. 1945년 11월에는 군사부에서 경찰 업무가 독립되어 경무국으로 분리되어 나갔고 경무부는 후일 경찰의 기원이 된다. 1946년부터 국군의 전신인 남조선국방경비대가 조직되고, 여기서 후일의 육군, 해군, 공군, 해병대가 분리된다. 대한민국 정부 수립 후 미 군정 통위부로부터 조직 및 군사 지휘권을 승계받았다. 

### 주요 참전 전쟁
- 한국 전쟁 (1950.06 ~ 1953.07)
- 베트남 전쟁 (1964.09 ~ 1973.03)
- 항구적 자유 작전

### 기타 출전 이력
- 제주 4·3 사건
- 대구 10·1 사건

## 조직
| 실·국              | 정책관·심의관실    | 담당관실·과                                                                                  |
| 장관 산하 하부조직 | 장관 산하 하부조직 | 장관 산하 하부조직                                                                           |
| ------------------ | ------------------ | -------------------------------------------------------------------------------------------- |
| 군사보좌관실       | 군사보좌관실       | 정책관리담당관실ㆍ의전담당관실                                                               |
| 대변인실           | 대변인실           | 공보담당관실ㆍ정책홍보담당관실ㆍ디지털소통팀                                                 |
| 장관정책보좌관실   |                    |                                                                                              |
| 차관 산하 하부조직 |                    |                                                                                              |
| 기획조정실         | 기획관리관실       | 기획총괄담당관실ㆍ조직총괄담당관실ㆍ조직관리담당관실ㆍ혁신행정담당관실                       |
| 기획조정실         | 계획예산관실       | 계획예산총괄담당관실ㆍ인력운영예산담당관실ㆍ전력유지예산담당관실ㆍ재정회계담당관실           |
| 기획조정실         | 지능정보화정책관실 | 지능정보화기획담당관실ㆍ데이터정책담당관실ㆍ정보통신기반정책담당관실ㆍ소프트웨어융합팀       |
| 법무관리관실       | 법무관리관실       | 군사법정책담당관실ㆍ규제개혁법제담당관실ㆍ송무소청팀                                         |
| 감사관실           | 감사관실           | 직무감찰담당관실ㆍ종합감사담당관실ㆍ사업감사담당관실ㆍ국방민원센터                           |
| 국방혁신기획관실   | 국방혁신기획관실   | 국방혁신담당관실ㆍ군구조혁신담당관실                                                         |
|                    |                    | 운영지원과                                                                                   |
| 국방정책실         | 정책기획관실       | 정책기획과ㆍ국방전략과ㆍ북한정책과ㆍ군비통제비확산정책과ㆍ교육훈련정책과ㆍ정신전력문화정책과 |
| 국방정책실         | 국제정책관실       | 국제정책과ㆍ미국정책과ㆍ동북아정책과ㆍ국제평화협력과ㆍ다자안보정책과ㆍ중동아프리카정책과     |
| 국방정책실         | 방위정책관실       | 방위정책과ㆍ북핵대응정책과ㆍ미사일우주정책과ㆍ사이버전자기정책과                             |
| 인사복지실         | 인사기획관실       | 인사기획관리과ㆍ인력정책과ㆍ병영정책과ㆍ인적자원개발과ㆍ군종정책과ㆍ군무원정책과             |
| 인사복지실         | 동원기획관실       | 동원기획과ㆍ자원동원과ㆍ예비전력과                                                           |
| 인사복지실         | 보건복지관실       | 복지정책과ㆍ국방일자리정책과ㆍ보건정책과ㆍ군인연금과ㆍ군인재해보상과ㆍ감염병대응팀           |
| 자원관리실         | 군수관리관실       | 군수기획과ㆍ장비관리과ㆍ물자관리과ㆍ탄약수송관리과ㆍ재난안전관리과ㆍ군수지능화팀             |
| 자원관리실         | 군사시설기획관실   | 시설기획과ㆍ시설제도기술과ㆍ건설관리과ㆍ부대건설과ㆍ국유재산과ㆍ군주거정책과ㆍ환경소음팀     |
| 자원관리실         | 군공항이전사업단   | 이전총괄과ㆍ이전사업과ㆍ이전계획과                                                           |
| 전력정책국         | 전력정책국         | 전력정책과ㆍ기반전력계획평가과ㆍ공통전력계획평가과ㆍ방위산업수출기획과                       |
|                    | 첨단전력기획관실   | 국방연구개발총괄과ㆍ유무인복합체계과                                                         |
| 군인권개선추진단   | 군인권개선추진단   | 군인권총괄담당관실ㆍ성폭력예방대응담당관실ㆍ병영문화혁신담당관실ㆍ양성평등정책팀             |

### 소속기관
- 장관의 관장 사무를 지원하는 책임운영기관
  - 국방홍보원, 국방전산정보원

### 소속 자문위원회
| 위원회명                         | 주관부처   | 설치근거                                                                             | 비고 |
| -------------------------------- | ---------- | ------------------------------------------------------------------------------------ | ---- |
| 국방개혁위원회                   | 국방부     | 국방개혁에 관한 법률 제6조                                                           |      |
| 국방부특별배상심의회             | 국방부     | 국가배상법 제10조                                                                    |      |
| 국방정보화자문협의체             | 국방부     | 국방정보화 기반조성 및 국방정보자원관리에 관한 법률 제25조                           |      |
| 군법무관시보실무고시위원회       | 국방부     | 군법무관임용법시행령 제12조                                                          |      |
| 군보건의료발전추진위원회         | 국방부     | 군보건의료에관한 법률 제7조                                                          |      |
| 군보안관찰처분심의위원회         | 국방부     | 보안관찰법 제26조                                                                    |      |
| 군사기지및군사시설보호심의위원회 | 국방부     | 군사기지 및 군사시설보호법 제15조                                                    |      |
| 군인복지위원회                   | 국방부     | 군인복지기본법 제8조                                                                 |      |
| 군인연금급여심의회               | 국방부     | 군인연금법 제10조                                                                    |      |
| 군인연금급여재심위원회           | 국방부     | 군인연금법 제5조                                                                     |      |
| 군책임운영기관운영위원회         | 국방부     | 군책임운영기관의 지정·운영에 관한 법률 제13조                                        |      |
| 군치료감호심의위원회             | 국방부     | 치료감호법 제50조                                                                    |      |
| 방위사업추진위원회               | 방위사업청 | 방위사업법 제9조                                                                     |      |
| 유해발굴감식위원회               | 국방부     | 6·25 전사자유해의 발굴 등에 관한 법률 시행령 제3조                                   |      |
| 퇴직급여금지급심의위원회         | 국방부     | 1959년 12월 31일 이전에 퇴직한 군인의 퇴직급여금지급에 관한 특별법 제4조             |      |
| 특별건설기술심의위원회           | 국방부     | 건설기술관리법 제5조                                                                 |      |
| 특수작전공로자인정심의위원회     | 국방부     | 6·25 전쟁중적후방지역작전 수행공로자에 대한 군북무 인정 및 보상 등에 관한 법률 제3조 |      |

### 직할부대 및 직할기관
- 국방정보본부
- 국군의무사령부
- 국군체육부대
- 국방대학교
- 합동군사대학교
- 국방부조사본부
- 국방시설본부
- 국군간호사관학교
- 계룡대근무지원단
- 국군복지단
- 사이버작전사령부
- 국군수송사령부
- 국군심리전단
- 국방출판지원단
- 국군재정관리단
- 국군지휘통신사령부
- 국군화생방방호사령부
- 국방부 군비통제검증단
- 국방부군사편찬연구소
- 국방부근무지원단
- 국방정신전력원
- 국방통합데이터센터
- 군사법원
- 국방부검찰단
- 국방부 유해발굴감식단
- 국군방첩사령부
- 드론작전사령부

### 합동참모본부 및 각군
- 합동참모본부
- 계룡대
  - 육군본부
    - 상무대

  - 해군본부
    - 해병대사령부

  - 공군본부
  - 계룡대근무지원단
- 한미연합군사령부

## 정원
군인을 제외한 국방부에 두는 공무원의 정원은 다음과 같다.
| 총계      | 총계                        | 710명 |
| --------- | --------------------------- | ----- |
| 정무직 계 | 정무직 계                   | 2명   |
|           | 장관                        | 1명   |
|           | 차관                        | 1명   |
|           |                             |       |
| 별정직 계 | 별정직 계                   | 6명   |
|           | 고위공무원단                | 1명   |
|           | 3급 상당 이하 5급 상당 이상 | 2명   |
|           | 6급 상당 이하               | 3명   |
|           |                             |       |
| 일반직 계 | 일반직 계                   | 702명 |
|           | 고위공무원단                | 19명  |
|           | 3급 이하 5급 이상           | 338명 |
|           | 6급 이하                    | 340명 |
|           | 전문경력관                  | 5명   |

## 재정
총수입·총지출 기준 2023년 재정 규모는 다음과 같다.
| 구분                      | 세입예산               | 작년 대비 증감 |
| ------------------------- | ---------------------- | -------------- |
| 일반회계                  | 2,148억 8,600만 원     | +7.36%         |
| 주한미군기지이전특별회계  | 5,776억 9,700만 원     | +90.91%        |
| 국방·군사시설이전특별회계 | 3,675억 2,200만 원     | +45.49%        |
| 군인복지기금              | 4,632억 9,900만 원     | +2.71%         |
| 군인연금기금              | 7,675억 8,600만 원     | +2.45%         |
|                           |                        |                |
| 합계                      | 2조 3,909억 9,000만 원 | +22.26%        |

| 구분                      | 구분                      | 구분     | 세출예산                | 작년 대비 증감 |
| ------------------------- | ------------------------- | -------- | ----------------------- | -------------- |
| 일반회계                  | 일반회계                  | 일반회계 | 36조 7,053억 5,000만 원 | +5.79%         |
|                           | 병력운영                  | 병력운영 | 19조 8,831억 200만 원   | +7.01%         |
|                           | 전력유지                  | 전력유지 | 16조 8,222억 4,800만 원 | +4.39%         |
| 주한미군기지이전특별회계  | 주한미군기지이전특별회계  | 전력유지 | 1,260억 8,000만 원      | -5.12%         |
| 국방·군사시설이전특별회계 | 국방·군사시설이전특별회계 | 전력유지 | 5,959억 8,500만 원      | -4.51%         |
| 군인복지기금              | 군인복지기금              | 전력유지 | 6,137억 100만 원        | +0.62%         |
| 군인연금기금              | 군인연금기금              | 공적연금 | 3조 8,465억 3,900만 원  | +5.18%         |
|                           |                           |          |                         |                |
| 합계                      | 합계                      | 합계     | 41조 8,876억 5,500만 원 | +5.46%         |

## 논란

### 내부 공익제보자에 대한 보복성 징계
2011년 국방부에 대한 국정감사에서는 군내부의 비리를 제보한 내부고발자에 대해 내려진 보복성 징계에 대한 문제제기가 있었다. 여군 하사 2명을 성추행한 육군 대령에 대해서는 감봉 1개월의 징계가 내려진 반면 헌병 병과 비리를 고발한 내부고발자인 헌병 중령은 감봉 3개월의 징계에 처해졌기 때문이다. 이는 경징계 중에서는 가장 중한 징계로 진급심사에서의 탈락을 의미한다고 한다. 이에 대해 김관진 국방부 장관은 무분별하게 사건을 알리는 과정에서 내부 단결을 해쳤기 때문이라고 말했다고 한다.

### 과도한 TF 설치
현안이 발생할 때마다 기존 조직으로 대응하기 힘들다는 이유로 태스크 포스(TF)를 만들어 방만운영을 한다는 지적이 매해 반복되고 있다. 2016년 7월 국회에서 결산심사가 이루어질 때 국방위원회는 "국방부 TF 운용이 방만하다"며 제도 개선을 요구했지만 2017년 9월 기준으로 당해에만 7개의 TF를 신설했다. 2015년에는 군인연금과라는 기존 조직이 있었지만 "군인연금의 특수성과 타 연금과의 차별성을 바탕으로 제도 개선을 모색한다"는 이유로 '군인연금 제도개선 TF'를, 2017년 6월에는 국방개혁 2.0 시행을 위해 '국방개혁특별위원회'를, 같은 해 9월에는 군 의문사의 근원적 해결을 위해 '군 의문사 조사·제도개선 추진단'과 2012년 대선 때 있었던 댓글 공작 의혹을 풀기 위해 '사이버사령부 댓글 공작 의혹 재조사를 위한 국방부 TF'를 만들기도 했다. 하지만 요란한 숫자와 홍보에 비해 TF의 결과를 국민들에게 발표한 적이 없어 군인들의 승진 적체 현상을 해소하고 예비역들을 위한 자리를 만들기 위해 계속 TF를 만드는 것 아니냐는 지적마저 나오는 판국이다.

## 같이 보기
- 외청
  - 병무청
  - 방위사업청
- 국방부 장관, 국방부 차관
- 대한민국 국군
  -  대한민국 육군
  -  대한민국 해군
    -  대한민국 해병대

  -  대한민국 공군
- 계룡대
  - 육군본부
  - 해군본부
  - 공군본부
- 해병대사령부
- 국방홍보원
  - KFN TV
  - KFN 라디오
  - 국방일보
- 국방개혁 2020, 국방개혁 307계획
- 국가안전보장회의(NSC), 대한민국 재향군인회
- 한미연합군사령부(ROK-US CFC), 카투사(KATUSA)
- 국제안보지원군, 유엔 평화유지군
- 대한민국의 병역 제도, 병역판정검사, 사회복무제도
- 병력에 따른 나라 목록, 군대가 없는 나라 목록
- 국방대학교
- 합동참모대학
- 합동군사대학교
- 2008년 국방부 지정 불온 서적
- 국군체육부대

### 내용주
1. ↑  군인 제외.
2. ↑  수도군단, 1군단, 2군단, 3군단, 5군단, 7기동군단
3. ↑  수도기계화보병사단, 8기동사단, 11기동사단
4. ↑  2신속대응사단
5. ↑  6군단, 8군단
6. ↑  2보병사단, 20기계화보병사단, 23보병사단, 26기계화보병사단, 27보병사단, 30기계화보병사단
7. ↑  환율은 2000년 1,200원, 2001년 1,100원, 2002년 1,300원, 2003년 1,200원, 2004년 1,200원.
8. ↑  1987년 제19차 한미연례안보협의회의(SCM)이후 1990년 3,000만 달러, 1991년 4,000만 달러, 1992년 5,000만 달러. 이에 따라 대한민국의 군사비를 GNP의 6%로 책정하였다.
9. ↑  2024년 5월 6일까지 존속하는 한시조직.
10. ↑  3명을 두며 1명은 고위공무원단 나등급에 속하는 별정직공무원으로, 나머지 2명은 3급 또는 4급 상당 별정직공무원으로 보한다.
11. 1 2  2025년 7월 31일까지 존속하는 한시조직.
12. 1 2 3 4 5  개방형 직위.
13. 1 2  2026년 3월 31일까지 존속하는 한시조직.
14. 1 2 3  2025년 2월 28일까지 존속하는 한시조직.
15. 1 2 3 4  2025년 7월 25일까지 존속하는 한시조직.
16. ↑  2023년 12월 31일까지 존속하는 한시조직.
17. ↑  2024년 1월 30일까지 존속하는 한시조직.
18. ↑  2025년 4월 30일까지 존속하는 한시조직.
19. ↑  한시정원 2명 포함.
20. ↑  한시정원 23명 포함.
21. ↑  한시정원 7명 포함.

### 참조주
1. 1 2  「국방부와 그 소속기관 직제」 별표 1·별표 3·별표 4
2. 1 2  기획재정부. “열린재정 > 재정연구분석 > 재정분석통계 > 예산편성현황(총수입)”. 《열린재정》. 2023년 1월 1일에 확인함.
3. 1 2  기획재정부. “열린재정 > 재정연구분석 > 재정분석통계 > 세목 예산편성현황(총지출)”. 《열린재정》. 2023년 1월 1일에 확인함.
4. ↑  이덕영 (2023년 12월 5일). “[단독] 육군 사단 신병교육대 해체‥'병력 감소' 심화 탓”. MBC 뉴스. 2023년 12월 11일에 확인함.
5. ↑  “국방예산 추이 - 대한민국 국방부”. 2023년 9월 21일에 원본 문서에서 보존된 문서. 2023년 12월 11일에 확인함.
6. ↑  유용원의 군사세계 2012년 2월 1일 국방부 질의 자료
7. ↑  “[속보] 올해 방위비 분담금 9200억원…작년보다 5.8% 인상”. 《한겨레》. 2014년 1월 12일. 2014년 1월 13일에 확인함.
8. ↑  조병욱 (2012년 1월 6일). “주한미군 방위비 분담 압박 커질 듯”. 《세계일보》. 2017년 8월 29일에 원본 문서에서 보존된 문서. 2012년 1월 7일에 확인함.
9. ↑  통계청 통합검색 통계DB '방위비분담금현황: 방위비 분담금 지원현황'
10. ↑  국방부 국방정보공개 간행물 정책자료집[깨진 링크(과거 내용 찾기)] '2010 국방백서 국문판 전체'-제3절 주한미군의 안정적인 주둔여건 보장 71쪽'
11. ↑  국방부 국방정보공개 간행물 정책자료집[깨진 링크(과거 내용 찾기)] '한미동맹과 주한미군'
12. ↑  https://www.cato.org/pubs/pas/pa-308.pdf
13. ↑  법률 제1호
14. ↑  법률 제2210호
15. ↑  법률 제7613호
16. ↑  박성진 (2011년 9월 19일). “[기자메모]군, 내부고발자 '괘씸죄 징계' 도마”. 《경향신문》. 2011년 10월 26일에 확인함.
17. ↑  양낙규 (2017년 9월 11일). “홍보만 있고 결론이 없는 '국방부TF'”. 《아시아경제》. 2017년 9월 28일에 확인함.
18. ↑  이도형 (2017년 9월 28일). “[단독] 국방부, TF 남발… 국회 비판에도 개선안돼”. 《세계일보》. 2017년 9월 28일에 확인함.